# Pterycombus brama
Pterycombus brama — вид окунеподібних риб родини брамових (Bramidae).

## Поширення
Pterycombus brama поширений в Атлантичному океані вздовж узбережжя Європи та Північної Америки. У західній Атлантиці він відомий від Ньюфаундленду на південь уздовж узбережжя США, Бермудських островів, Багамських островів, у Мексиканській затоці від Куби та Флорида-Кіс на північ уздовж узбережжя до Фріпорта (Техас), а також у Карибському морі від Куби до Пуерто-Рико. У східній Атлантиці він був зареєстрований в Ісландії, Норвегії, на південь до островів Кабо-Верде та на захід від Маюмби (Габон) в Гвінейській затоці. Трапляється на глибині 25–400 м.

## Морфологія
Загальна довжина самців може досягати 46 см.